# Placerias
Placerias war ein herbivorer Therapside (eine Gruppe, in der auch die Vorfahren der Säugetiere zu finden sind), der den Dicynodontia angehörte. Er wurde über drei Meter lang und hatte ein Gewicht von rund einer Tonne. Er lebte in der späten Trias vor ca. 230 Millionen Jahren.

## Fundgeschichte

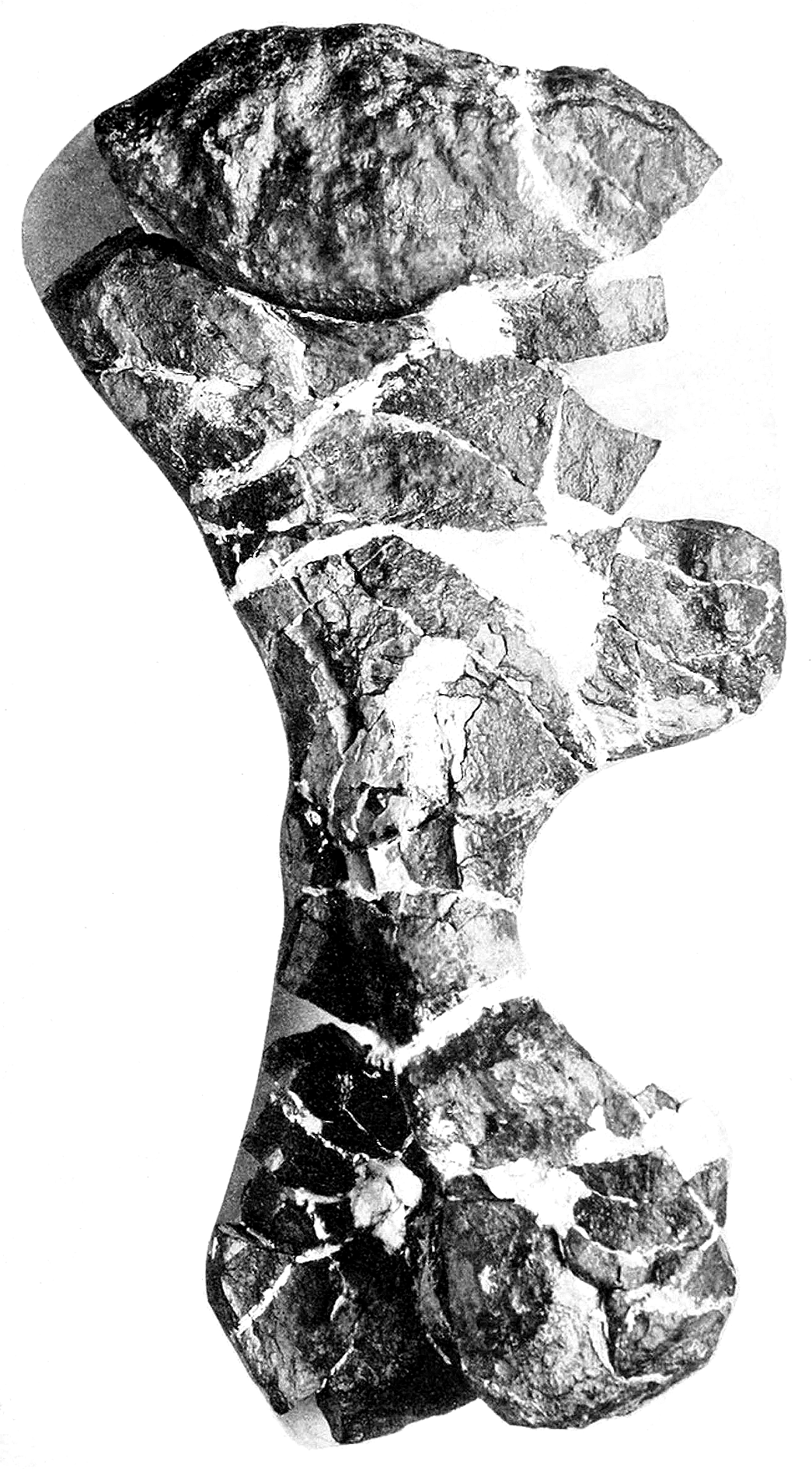
Das erste Fundstück und Holotyp von Placerias hesternus. Die Länge des Humerus beträgt ca. 40 cm.

Der erste Fund, ein einzelner Oberarmknochen (Humerus), wurde 1899 in der Chinle-Formation (Unteres Petrified Forest Member, Ober-Karn) bei „Tanners Crossing“, einer Brücke über den Little Colorado River in Arizona, gemacht. Dieser Oberarmknochen wurde 1904 unter dem Namen Placerias hesternus beschrieben. Der wichtigste Fundort von Placerias ist jedoch der „Placerias Quarry“. Er befindet sich zwar in den gleichen Schichten der Chinle-Formation wie die erste Fundstelle, liegt aber ca. 200 km weiter südöstlich in der Nähe von St. Johns, südöstlich des Petrified-Forest-Nationalparks in Arizona. Dort wurden die Knochen von mindestens 39 Individuen von Placerias geborgen. Sie wurden zunächst (1956) einer neuen Art, Placerias gigas zugeordnet, die aber später (1993) mit Placerias hesternus synonymisiert wurde. Diese Funde reichen bis ins Jahr 1930 zurück, als Charles Camp und Samuel Welles von der University of California, Berkeley erstmals Fossilien von Placerias dort entdeckten. Funde von außerhalb der Chinle-Formation stammen aus dem Osten der USA aus den karnischen Schichten (Pekin- bzw. Stockton-Formation) der Newark-Supergruppe und aus Marokko aus dem karnischen Abschnitt (Timezgadiouine-Formation) der Argana-Gruppe. Die 1993 ebenfalls mit Placerias hesternus synonymisierte Art Eubrachiosaurus browni aus der Popo-Agie-Formation von Wyoming ist hingegen als eigenständiges Taxon revalidiert worden.

## Aussehen

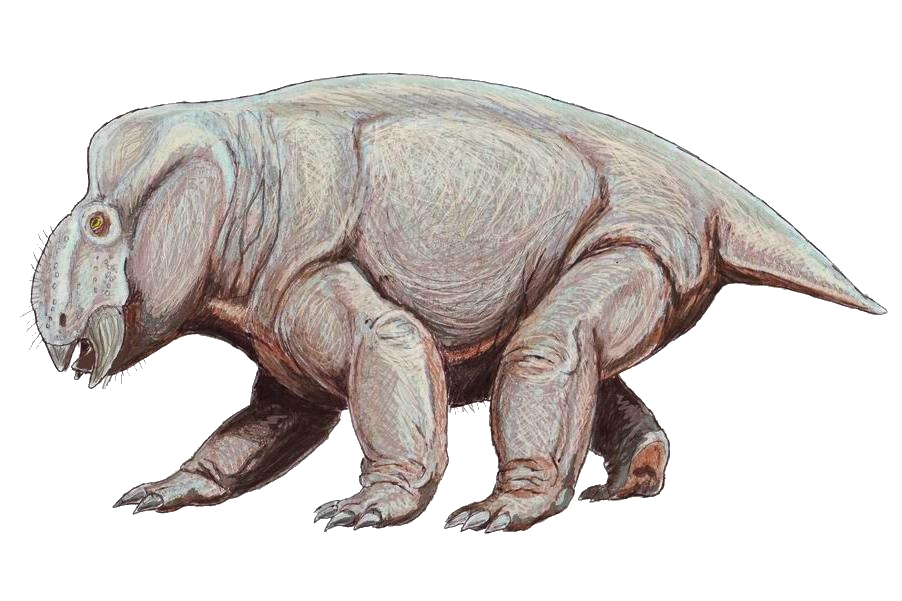
Placerias (Lebendrekonstruktion)

Placerias war ein extrem massiges Tier, das einen sehr großen und massiven Schädel hatte, der 60 Zentimeter Länge erreichte. Die Stoßzähne waren etwa zehn Zentimeter lang. Ansonsten besaß er keine Zähne. Er hatte sehr schwere Knochen und war daher kein schneller Läufer. Jedoch besaß er eine enorme Kraft. Sein Aussehen hätte an das eines heutigen Flusspferdes erinnern können. Der ähnliche Körperbau und weitere Untersuchungen der Fundstellen im „Placerias Quarry“ haben zu der Annahme geführt, dass Placerias wie Flusspferde ebenfalls eine semiaquatische Lebensweise gehabt haben könnte. Die Fundstelle im „Placerias Quarry“ könnte ein großer Teich gewesen sein, der durch monsunartige Regenfälle im Westen des Superkontinents Pangäa einen stark wechselnden Wasserstand gehabt haben könnte. Die schaufelartig geformten Beine von Placerias könnten zum Schwimmen geeignet gewesen sein.

## Lebensweise
Placerias lebte in Herden und durchstreifte auf der Suche nach Pflanzennahrung die westlichen Küstengebiete des heutigen Nordamerika und des heutigen Marokko, das damals ebenfalls zur westlichen Küste Pangäas gehörte. Das Landesinnere Pangäas bestand aus Wüsten. Die Art besaß kräftige Vorderbeine, die beim Graben sehr nützlich sein konnten. Die Hauptarbeit beim Graben nach Wurzeln konnten die Tiere aber mit Hilfe ihrer beiden Stoßzähne bewerkstelligen. Bei den beiden Geschlechtern ist Dimorphismus erkennbar. Die Stoßzähne waren bei den Männchen stärker ausgebildet als bei den Weibchen. Sie dienten wahrscheinlich dem Kampf zweier Rivalen und konnten schwere Verletzungen verursachen. Das Leben in der Herde hatte den Vorteil, dass sie sich gemeinsam gegen Räuber verteidigen konnten. Zu den Fressfeinden zählten wahrscheinlich Postosuchus, der den Archosauria angehörte und kein Dinosaurier war, und frühe Dinosaurier wie Coelophysis oder vielleicht Gojirasaurus. Wenn die Placerias-Herden teilweise im Wasser gelebt haben, wie von vielen Forschern angenommen wird, könnten die krokodilähnlichen Phytosauria ihre Hauptfeinde gewesen sein.
Placerias und die nahe verwandte Art Ischigualastia jenseni aus der Ischigualasto-Formation in Argentinien sind die einzigen großen Pflanzenfresser aus der in der Trias häufigen Familie Kannemeyeriidae, die im Karnium vorkommen.